# Stefan Kruger
Stefan Kruger (* 3. August 1966 in Kapstadt) ist ein ehemaliger südafrikanischer Tennisspieler, der hauptsächlich im Doppel erfolgreich war.

## Leben
Kruger stand 1984 im Finale des Juniorenturniers von Wimbledon, unterlag jedoch Mark Kratzmann. Er besuchte die Southern Methodist University in Dallas und wurde zweimal in die Bestenauswahl All-American gewählt. 1986 erreichte er das Viertelfinale der NCAA-Meisterschaften. Er wurde 1987 Tennisprofi und erreichte beim Challenger-Turnier von Durban das Viertelfinale. An der Seite von Neil Broad gewann er im darauf folgenden Jahr zwei Doppeltitel auf der Challenger-Tour. 1989 konnten beiden in Adelaide ihren ersten Doppeltitel auf der ATP World Tour gewinnen. Im Laufe seiner Karriere konnte er drei ATP-Doppeltitel erringen, fünf weitere Male stand er in einem Doppelfinale. Seine höchste Notierung in der Tennis-Weltrangliste erreichte er 1989 mit Position 253 im Einzel sowie 1993 mit Position 38 im Doppel.
Er konnte sich im Einzel nie für das Hauptfeld eines Grand-Slam-Turniers qualifizieren. In der Doppelkonkurrenz erreichte er 1990 mit Greg Van Emburgh das Halbfinale von Wimbledon, sie unterlagen jedoch den späteren Turniersiegern Rick Leach und Jim Pugh in vier Sätzen.

## Erfolge
| Legende                       |
| Grand Slam                    |
| Tennis Masters Cup            |
| ATP Masters Series            |
| ATP International Series Gold |
| ATP International Series (3)  |
| ATP Challenger Tour (4)       |

### Doppel

#### Turniersiege

##### ATP Tour
| Nr. | Datum              | Turnier  | Belag     | Partner              | Finalgegner                      | Ergebnis      |
| --- | ------------------ | -------- | --------- | -------------------- | -------------------------------- | ------------- |
| 1.  | 2. Januar 1989     | Adelaide | Hartplatz | Neil Broad           | Mark Kratzmann Glenn Layendecker | 6:2, 7:6      |
| 2.  | 24. September 1990 | Basel    | Hartplatz | Christo van Rensburg | Neil Broad Gary Muller           | 4:6, 7:6, 6:3 |
| 3.  | 31. Dezember 1990  | Adelaide | Hartplatz | Wayne Ferreira       | Paul Haarhuis Mark Koevermans    | 6:4, 4:6, 6:4 |

##### Challenger Tour
| Nr. | Datum              | Turnier        | Belag     | Partner    | Finalgegner                      | Ergebnis      |
| --- | ------------------ | -------------- | --------- | ---------- | -------------------------------- | ------------- |
| 1.  | 14. Dezember 1987  | Port Elizabeth | Hartplatz | Neil Broad | Craig Boynton Tom Mercer         | 4:6, 6:4, 6:2 |
| 2.  | 21. Dezember 1987  | Kapstadt       | Hartplatz | Neil Broad | Mike Bauer Luke Jensen           | 6:4, 6:2      |
| 3.  | 4. Juli 1988       | Dublin         | Teppich   | Neil Broad | Marcos Hocevar Alexandre Hocevar | 4:6, 7:5, 7:6 |
| 4.  | 12. September 1988 | Johannesburg   | Rasen     | Neil Broad | Brent Haygarth Byron Talbot      | 7:6, 6:4      |

#### Finalteilnahmen
| Nr. | Datum            | Turnier    | Belag       | Partner               | Finalgegner                    | Ergebnis      |
| --- | ---------------- | ---------- | ----------- | --------------------- | ------------------------------ | ------------- |
| 1.  | 10. Juli 1989    | Newport    | Rasen       | Neil Broad            | Patrick Galbraith Brian Garrow | 6:2, 5:7, 3:6 |
| 2.  | 28. April 1991   | Singapur   | Hartplatz   | Christo van Rensburg  | Grant Connell Glenn Michibata  | 4:6, 7:5, 6:7 |
| 3.  | 19. Oktober 1992 | Lyon (1)   | Teppich (i) | Neil Broad            | Jakob Hlasek Marc Rosset       | 1:6, 3:6      |
| 4.  | 20. Juni 1993    | Manchester | Hartplatz   | Glenn Michibata       | Ken Flach Rick Leach           | 4:6, 1:6      |
| 5.  | 24. Oktober 1993 | Lyon (2)   | Teppich (i) | John-Laffnie de Jager | Gary Muller Danie Visser       | 3:6, 6:7      |